# Control and Resistance
Control and Resistance är det andra studioalbumet av det amerikanska progressiv metal-bandet Watchtower, utgivet 1989 av skivbolaget Noise Records.

## Låtlista
Sida A
1. "Instruments of Random Murder" – 4:06
2. "The Eldritch" – 3:17
3. "Mayday in Kiev" – 5:48
4. "The Fall of Reason" – 8:01

Sida B
1. "Control and Resistance" – 6:58
2. "Hidden Instincts" – 3:51
3. "Life Cycles" – 6:48
4. "Dangerous Toy" – 4:20

Text: Billy White (spår A1, A2, A4, B1), Doug Keyser (spår A3, B2, B3), Ron Jarzombek (spår B4)

Musik: Billy White (spår A1, A2, A4, B1), Doug Keyser (spår A1–4, B1–4), Ron Jarzombek (spår A4, B2–4)

## Medverkande
Musiker (Watchtower-medlemmar)
- Alan Tecchio – sång
- Ron Jarzombek – gitarr
- Doug Keyser – basgitarr
- Rick Colaluca – trummor

Produktion
- Watchtower – producent
- Karl-U. Walterbach – exekutiv producent
- Tom Stokinger – ljudtekniker
- Alan Leeming – ljudtekniker (trummor)
- Andreas Gerhardt – ljudmix
- Birgit Nielsen – omslagsdesign
- Martin Becker – foto